# Lithosiopsis
Lithosiopsis là một chi bướm đêm thuộc họ Erebidae.